# Srbsko
Srbsko (en allemand : Serbst) est une commune du district de Beroun, dans la région de Bohême-Centrale, en République tchèque. Sa population s'élevait à 558 habitants en 2020.

## Géographie
Srbsko est arrosée par la Berounka, un affluent de la Vltava, et se trouve à 5 km au sud-est de Beroun et à 27 km au sud-ouest du centre de Prague.
La commune est limitée par Bubovice au nord, par Karlštejn à l'est et au sud-est, par Korno au sud, et par Tetín et Beroun à l'ouest.

## Histoire
La première mention écrite de la localité date de 1428.